# Hernán Echavarría Olózaga
Hernán Echavarría Olózaga (Medellín, 7 de abril de 1911-Bogotá, 21 de febrero de 2006) fue un economista e industrial colombiano.

## Biografía
Hernán Echavarría Olózaga nació en Medellín, Colombia, el 7 de abril de 1911. La historia empresarial de su familia se remonta a mediados del siglo XIX, cuando, atraído por la fiebre del oro, su bisabuelo, Rudesindo Echavarría Muñoz, se asentó en el municipio de Barbosa, Antioquia y contrajo matrimonio con Rosa Isaza Pérez. Posteriormente se mudaron a la ciudad de Medellín, donde Rudesindo creó una empresa comercializadora de telas.
El abuelo y padre de Hernán, Alejandro Echavarría Isaza y Gabriel Echavarría Misas respectivamente, fueron emprendedores que participaron en la creación y desarrollo de numerosas empresas como Coltejer, la Compañía Colombiana de Navegación Aérea, Imusa, Calcetería Alfa, Calcetería Pepalfa y Locería Colombiana.
Echavarria estudió Ingeniería Mecánica y Textil en Universidad Victoria (Mánchester, Inglaterra) y luego se trasladó a Londres  a estudiar economía en la prestigiosa Escuela de Ciencias Políticas y Económicas de Londres de la Universidad de Londres.
En 1933 regresó a Colombia y fue contratado por una de las empresas familiares, Coltejer, primero como ingeniero y luego en la gerencia de ventas. Posteriormente asumió la administración de la Calcetería Alfa y luego de la Calcetería Pepalfa. En 1938, se asoció para fundar Cabarría, una oficina de representación comercial de productos químicos, entre otros los de la  Dow Chemical Company.
A partir de octubre de 1943 y tras la muerte de su padre , Hernán y sus cuatro hermanos, después de vender sus acciones en Coltejer, asumieron el control y la dirección permanente de la firma Locería Colombiana, que hoy día es conocida como Organización Corona.[cita requerida]
Echavarría se constituyó en estos años como un divulgador del keynesianismo[cita requerida] en Colombia, en particular en su libro Pleno empleo y otros temas, El sentido común en la economía, Macroeconomía y Partido Liberal, La crisis colombiana de los años noventa, y Macroeconomía de la América Cafetera.[cita requerida]
Echavarría fue autor de numerosos artículos de prensa en los diarios El Tiempo, El Espectador, El Colombiano, Portafolio, La República y El Mundo,[cita requerida] así como en la revista Semana (de la cual fue editor y accionista mayoritario durante varios años).[cita requerida]
En octubre de 1943, durante el segundo gobierno de Alfonso López Pumarejo, Echavarría fue nombrado Ministro de Obras Públicas.
En 1957, siendo presidente de la junta directiva de la ANDI  (Asociación Nacional de Industriales) participó muy activamente en el derrocamiento de la dictadura militar de Gustavo Rojas Pinilla, quien había ordenado la tortura de su hermano Felipe Echavarría Olózaga. [cita requerida]
A principios de los años 1960, lideró un bloqueo económico en contra de publicaciones como La Calle y Semana, y esto con el fin de entorpecer las aspiraciones de Alfonso López Michelsen.
En agosto de 1958 fue designado Ministro de Comunicaciones del gobierno del presidente Alberto Lleras Camargo.
En 1967, durante la administración del presidente Carlos Lleras Restrepo, asumió la embajada de Colombia ante el gobierno de los Estados Unidos. Y en el segundo semestre de 1969 actuó como embajador plenipotenciario en la Zona Caribe.
Entre 1980 y 1981 participó en la Comisión Nacional de Valores, en donde denunció y sancionó[cita requerida] los abusos de Jaime Michelsen Uribe  y sus Fondos de Inversión Grancolombiano y Bolivariano.
Participó en la fundación de más de diez centros universitarios de Colombia,[cita requerida] como la Universidad de los Andes, la Universidad EAFIT, Icesi, la Universidad del Norte y el Cesa, entre otros. Además participó en la creación de instituciones claves en diversos campos del quehacer nacional como, entre otras, INCOLDA, Profamilia, la Fundación Natura, el Instituto Ser de Investigación, la Fundación Pro Sierra Nevada de Santa Marta, la Corporación Excelencia en la Justicia, el Instituto de Ciencia Política, la Fundación Corona, la Fundación Islas del Rosario y Barú y la Fundación Hernán Echavarría Olózaga. Además creó la Escuela del Valle del Abra y el Vivero Coraflor, dedicado a la preservación de las especies nativas.[cita requerida]
Recibió la Orden de Boyacá en el grado de Gran Cruz.[cita requerida]
Murió el 21 de febrero de 2006 en Bogotá. Como homenaje, el Gobierno decretó dos días de duelo nacional.

## Familia
En el plano personal, contrajo matrimonio con Loli Obregón, con quien tuvo tres hijos Gabriel, José Antonio y Lolita. Sus pasatiempos favoritos eran navegar en velero, viajar por todo el mundo,  practicar la equitación y el polo, cuidar su vivero de especies nativas, administrar su finca en la sabana de Bogotá y leer constantemente.
Fueron sus tíos Guillermo, Diego y Carlos J. Echavarría Misas. 